# مهر (هفته‌نامه)
هفته‌نامهٔ مهر از نشریات وابسته به حوزهٔ هنری سازمان تبلیغات اسلامی است.
مهر اندکی پیش از انتخاب شدن سید محمد خاتمی به ریاست‌جمهوری ایران، در اردیبهشت ۱۳۷۶، مجوز انتشار گرفت و به سردبیری سید علی میرفتاح منتشر شد. مهر در دوران انتخابات ریاست جمهوری سال ۱۳۷۶ و سال‌های اول بهار مطبوعات تهران، از نشریات پرخواننده بود. به‌گفتهٔ وبگاه رسمی انتشارات سورهٔ مهر، دورهٔ اول این هفته‌نامه در سال ۱۳۷۹ به علت «وجود ناهمگونیهایی با سیاستهای جاری در عرصه فرهنگ و هنر» تعطیل شد.
پس از تغییر ریاست حوزهٔ هنری از محمدعلی زم به حسن بنیانیان، این هفته‌نامه مجدداً منتشر شد. در حال حاضر (شهریور ۱۳۸۸)، مدیر مسئول این هفته‌نامه حسن بنیانیان، سردبیر آن، و دبیر تحریریهٔ آن حمید باباوند است.
انتشار هفته‌نامهٔ مهر از شمارهٔ ۴۰ متوقف شد. بعد از مدتی توقف انتشار، این هفته‌نامه مجدداً به صورت دوهفته‌نامه منتشر و اغلب به موضوعات داخلی و مرتبط با بحث کتاب سورهٔ مهر پرداخت. همچنین فروش گیشه‌ایِ آن متوقف و صرفاً برای مشترکان سورهٔ مهر، نهادها و شخصیت‌های فرهنگی و هنری و همچنین نویسندگان سورهٔ مهر ارسال شد. از پاییز ۱۳۸۸ عنوان این نشریه به دوهفته‌نامهٔ تخصصی کتاب سورهٔ مهر تغییر کرد و پرونده‌های تخصصی مرتبط با کتاب و کتاب خوانی را دنبال کرد.
برخی از پرونده‌ها و موضوعات پیگیری‌شده در دوهفته‌نامهٔ تخصصی کتاب مهر به شرح زیر است:
- حقوق مالکیت فکری و فضای مجازی (سه شماره)/ شمارهٔ ۷۵، ۷۷، ۷۸
- مخاطب و چرخهٔ کتابخوانی/ شمارهٔ ۷۴
- بسته‌بندی کتاب (۲ شماره)/ شمارهٔ ۷۱، ۷۲
- سورهٔ مهر در حوزه دفاع مقدس/ شمارهٔ ۷۰
- بررسی رابطهٔ قطع کتاب و مخاطب/ شمارهٔ ۶۹
- کتاب گویا / شمارهٔ ۶۸
- تعامل کتاب و فضای مجازی/ شمارهٔ ۶۷
- قیمت‌گذاری کتاب/ شمارهٔ ۶۶
- بررسی و تحلیل کتاب‌های شعر سورهٔ مهر/ شمارهٔ ۶۵
- جایگاه اخبار کتاب در رسانه‌ها/ شمارهٔ ۶۴
- جایگاه مخاطب در فرایند نشر سورهٔ مهر/ شمارهٔ ۶۳
- بررسی دلایل انتخاب سورهٔ مهر به‌عنوان ناشر برتر/ شمارهٔ ۶۲
- انتشار ویژه‌نامهٔ نمایشگاه کتاب به صورت روزانه (۱۰ شماره)/ شماره‌های ۵۲ تا ۶۱